# 5-Stunden-Rennen von Messina 1956

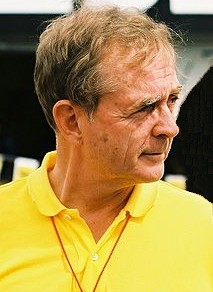
Phil Hill gewann in Messina 1956 sein zweites Rennen für die Scuderia Ferrari

Das 5-Stunden-Rennen von Messina 1956, auch 5 Ore di Messina, fand am 26. August 1956 auf dem Circuito di Ganzirri statt. Das Rennen zählte zu keiner Rennserie.

## Das Rennen
Auf dem Circuito di Ganzirri in der Nähe von Messina auf Sizilien fanden in den 1930er, 1940er- und 1950er-Jahren Langstreckenrennen für Sportwagen bis zu 10-Stunden-Fahrzeit statt. 1956 wurde auf dem 6,7 km langen Rundkurs ein 5-Stunden-Rennen ausgeschrieben, das der Ferrari-Werkspilot Phil Hill in einem Ferrari 500TR für sich entschied.

## Ergebnisse

### Schlussklassement
| 1               | S 2.0   |    | Scuderia Ferrari  | Phil Hill                     | Ferrari 500TR         | 87 |
| 2               | S + 2.0 |    |                   | Franco Bordoni-Bisleri        | Maserati 300S         | 85 |
| 3               |         |    |                   | Antonio Borges Barreto        | Ferrari               | 81 |
| 4               | S 2.0   |    | Franco Cortese    | Franco Cortese                | Ferrari 500TR         |    |
| 5               |         |    |                   | Canova                        | Ferrari               |    |
| 6               |         |    |                   | Chico Landi Gerino Gerini     | Maserati 200S         |    |
| 7               |         |    |                   | Giuseppe Alotta Alfonso Vella | Maserati 200S         |    |
| 8               | S 1.5   |    |                   | Amelio Garavaglia             | Maserati 150S         |    |
| 9               |         |    |                   | Bob Hicks                     | Lotus Eleven          |    |
| 10              |         |    |                   | Mario Ricci                   | Gordini 3.0           |    |
| 11              | S 750   |    |                   | Mario Piccolo                 | Giaur 750             |    |
| Nicht klassiert |         |    |                   |                               |                       |    |
| 12              |         |    |                   | Benoît Musy                   | Maserati 300S         |    |
| Ausgefallen     |         |    |                   |                               |                       |    |
| 13              |         |    | Joakim Bonnier    | Joakim Bonnier David Piper    | Alfa Romeo 6C 3000 CM |    |
| 14              |         |    |                   | Hans Herrmann                 | Porsche               |    |
| 15              |         |    |                   | Piero Carini                  | Ferrari 500TR         |    |
| 16              |         |    |                   | Gino Munaron                  |                       |    |
| 17              |         |    |                   | Gerino Gerini                 | Maserati 200S         |    |
| 18              |         |    |                   | Herbert MacKay-Fraser         | Ferrari 750 Monza     |    |
| 19              |         | 10 | Gaetano Starrabba | Gaetano Starrabba             | Ferrari 500TR         |    |
| 20              |         |    | XXX               | XXX                           |                       |    |
| 21              |         |    | XXX               | XXX                           |                       |    |
| 22              |         |    | XXX               | XXX                           |                       |    |
| 23              |         |    | XXX               | XXX                           |                       |    |
| 24              |         |    | XXX               | XXX                           |                       |    |

### Nur in der Meldeliste
Hier finden sich Teams, Fahrer und Fahrzeuge, die ursprünglich für das Rennen gemeldet waren, aber aus den unterschiedlichsten Gründen daran nicht teilnahmen.
| Pos. | Klasse | Nr. | Team           | Fahrer                       | Chassis       |
| ---- | ------ | --- | -------------- | ---------------------------- | ------------- |
| 25   |        |     | Joakim Bonnier | Joakim Bonnier K. G. Kanrell | Maserati 150S |

### Klassensieger
| Klasse  | Fahrer                 | Fahrzeug      | Platzierung im Gesamtklassement |
| ------- | ---------------------- | ------------- | ------------------------------- |
| S + 2.0 | Franco Bordoni-Bisleri | Maserati 300S | Rang 2                          |
| S 2.0   | Phil Hill              | Ferrari 500TR | Gesamtsieg                      |
| S 1.5   | Amelio Garavaglia      | Maserati 150S | Rang 8                          |
| S 750   | Mario Piccolo          | Giaur 750     | Rang 11                         |

### Renndaten
- Gemeldet: 25
- Gestartet: 24
- Gewertet: 11
- Rennklassen: 4
- Zuschauer: unbekannt
- Wetter am Renntag: unbekannt
- Streckenlänge: 6,700 km
- Fahrzeit des Siegerteams: unbekannt
- Gesamtrunden des Siegerteams: 87
- Gesamtdistanz des Siegerteams: 584,221 km
- Siegerschnitt: 116,844 km/h
- Pole Position: unbekannt
- Schnellste Rennrunde: Phil Hill – Ferrari 500TR – 3:15.000 – 123,690 km/h
- Rennserie: zählte zu keiner Rennserie